# 宇城憲治
宇城 憲治（うしろ けんじ、1949年1月15日 - ）は、日本の空手家。宮崎県小林市出身。
全日本剣道連盟居合道・無双直伝英信流教士七段。創心館空手道範士八段、宇城塾総本部道場創心館館長。沖縄古伝空手に関する著書多数。

## 略歴
1967年に宮崎大学入学と同時に空手を始める（空手道部に入部。1951年から同部の最高師範を座波仁吉が務めていた）。宮崎県代表選手として全日本空手道連盟の全国大会に出場。当時、最年少での出場であった。
卒業後、大阪に移り、1973年より座波仁吉（心道流空手道心道会最高師範）から直接指導を受け始める。
それまでの競技空手に疑問を感じ、沖縄古伝空手に傾注する。
1986年由村電器（株）技術研究所所長。1991年同社にて常務取締役。
1993年から季刊『合気ニュース』（合気ニュース）に武道論の発表を開始する。
1996年より東軽電工（株）、1997年より加賀コンポーネント（株）の代表取締役に就任。
2000年2月、池袋コミュニティ・カレッジにて初の公開演武を行う。以後、フルコンタクト空手や各種スポーツ選手への指導を開始する。
2004年よりUK実践塾を主宰し、また2007年より宇城道塾を主宰する。

## 武術家として
宇城が座波仁吉師範と出会った時、当時60代であった座波は20代の宇城の攻撃を全て封じ、年齢によって衰えない古伝空手の力を見せ付けた。この出会いから宇城は座波に師事することになり、空手のスタイルもスポーツ空手から古伝空手へとシフトする。
50歳前後から古伝空手の術理を体現する達人として名を知られはじめる。シュートボクシングの元世界王者吉鷹弘や極真空手の元王者数見肇、同じく極真空手の岩崎達也は宇城と組手を行うと先手を取られ攻撃を封殺される状態になるといい、その技に心酔して弟子入りしている。他に現役のK-1選手やアジア大会空手競技金メダリストをも自由組手で圧倒するという。
2003年にはテレビ番組「探検!ホムンクルス」にメインのゲストとして出演。ボクシング元世界王者竹原慎二の至近距離からのパンチを無効化する（パンチは胸部への限定であり、両者足を動かさず一定の距離を保つ、という条件下で）、大学アメフト部員のタックルを約1歩の後退で受け止める、大人と子供ほど体格の異なるボディービルダーに対し空中腕相撲で圧勝するなどのパフォーマンスを見せた。
宇城は武術空手の型を通じて得た身体の正しい使い方を他の分野に応用してゆく活動を実践していたが、それは現在では、武術の究極・気を用いての指導へと発展している。スポーツ分野においては、野球・ラグビー・アメフト・ゴルフ・水泳などの選手に指導を行なっている。
また「頭で考えるのではなく、身体で考えること」、｢裏切らない身体をつくること｣の重要性を主張し、身体脳や武術の根源・気を仕事や家庭など、日常生活で活かすことを自身の主宰する宇城道塾などで説く。

## 武術論
武術における攻防においては、頭で考えてから動作をしては間に合わない。攻防の中では相手に左右されず技が自由に出るレベルまでレベルを高めなければならない。そのようなレベルになるためには心と技と身体がひとつになった状態、統一体を作り出す必要がある。統一体になった人間はもてる潜在能力を最大限に発揮することができる。統一体を最も効率よい動作に導くものが身体脳であり、身体脳の開発は型の修練によって可能であると宇城はいう。型の稽古は身体を通した新たなる認識を生み出し、動きを高次元化してゆく。認識には以下のようなものがある。
- 身体の部分と全体との連動という認識
- パワー的な力と異なった柔らかい力の認識
- スピードと次元が異なった瞬発力の突きの認識
- 崩れない、正しい姿勢の認識
- 相手の力を読み、力をゼロ化する認識

型を繰り返すことによって技は無意識された動きまで高まり、超ハイスピードの情報処理と高度な対応が可能になる。
型は誰がやっても同一になるべき不変のものであるが、それを習得することで各人がそれを応用し、独自の術技を生み出すことができるようになる。基本となるものが確立していてこそ高度な応用が可能になる。これを自分の形を作るという。
組手や試合では型の動きがそのまま使えるわけではない。型を実際に使うためには技を型の中から引き出して自分の形を作り、外形と内形の統合をはかる必要がある。
宇城は武術稽古の絶対条件として以下の7つを挙げている。
- 「間を制す」
- 「相手に入る」
- 「相手を無力化する」
- 「相手と調和する」
- 「相手の二の手を封じる」
- 「組手が自在である」
- 「素手の心と剣の心を持つ」

宇城は力と力でぶつかり合うのではなく、力を衝突させずに相手を制することを重視し、そのような力をゼロの力と呼んでいる。ゼロの力によって力、スピード、反射神経に頼らずに相手に対応できる。ゼロの力は相手を無力化し、死に体とする力である。ゼロの力が効くと相手の意識と脳の働きがシャットダウンされることになる。その作用は三つに分類される。
- 「相手の力を吸収する」
- 「相手の力を返す」
- 「相手の力に対して貫通する」

武術稽古の上達段階としては5つの段階が挙げられる。剛の力を用いずに相手を無力化して対処するステップである。
- 「発剛含剛」力と力のぶつかり合い。
- 「発剛含柔」相手の技をずらすなど外見は剛でも柔らかさが出てくる。
- 「発柔含剛」内面は剛で受け止め外見は投げなどの柔で対処する。
- 「発柔含柔」柔で受けて柔で反撃する。
- 「発気含剛柔」相手を気で受け止め、コントロールする。

## 著書
- 『農業再生 人間再生　大切にした目に見えないもの』　木村秋則・宇城憲治共著　どう出版 ISBN 978-4-904464-59-5
- 『ゼロと無限　今の常識を超えた所にある未来』どう出版 ISBN 978-4-904464-54-0
- 『気によって解き明かされる 心と身体の神秘』どう出版 ISBN 978-4904464465
- 『心と体 つよい子に育てる躾』どう出版 ISBN 978-4-904464-42-7
- 『「気」でよみがえる人間力』どう出版 ISBN 978-4-904464-38-0
- 『子どもにできて大人にできないこと』どう出版 ISBN 978-4-904464-29-8
- 『人間と気 ― 人間に与えられた宇宙からのメッセージ』どう出版 ISBN 978-4-904464-27-4
- 『どうする日本！― 眠っているDNAにスイッチを入れよ』どう出版 ISBN 978-4-904464-24-3
- 『謙虚に生きる　― 宇宙の95パーセントは未知の世界 ―』どう出版 ISBN 978-4904464-20-5
- 『人間は生まれながらに完成形』[どう出版] ISBN 978-4904464182

- 『空手と気』合気ニュース　ISBN 978-4-900586-89-5
- 『Karate and Ki』合気ニュース　ISBN 978-4-904464-05-2　（Translated in English　英語版『空手と気』）
- 『気の開発メソッド 初級編』合気ニュース　ISBN 978-4-900586-96-3
- 『気の開発メソッド 中級編合気ニュース　ISBN 978-4-904464-07-6

- 『武道の原点　世界へ発信する創造のエネルギー』合気ニュース　ISBN 4900586595
- 『武術空手の知と実践』合気ニュース　ISBN 4900586668
- 『武術空手への道』合気ニュース　ISBN 4900586730
- 『武術空手の極意・型』bilingual 合気ニュース　ISBN 490058679X
- 『頭脳から身体脳へ　条件反射を超えた動き-逆反射神経』合気ニュース　ISBN 4900586307
- 『武道の心で日常を生きる　「身体脳」を鍛えて、肚を据える 』サンマーク出版　ISBN 4763196308
- 『武術を活かす　型ですべてが解ける！』合気ニュース　ISBN 490058651X

### 監修
- DVD『サンチン』下巻　どう出版 ISBN 978-4-904464-57-1
- DVD『サンチン』中巻　どう出版 ISBN 978-4-904464-48-9
- DVD『サンチン』上巻　どう出版 ISBN 978-4-904464-33-5
- DVD『宇城憲治 講演・実演録　人間の潜在能力を引き出す 気とは何か』　どう出版 ISBN 978-4-904464-51-9
- DVD『人間の潜在能力・気』全２巻　合気ニュース　
  - 第1巻　ISBN 978-4-904464-11-3
  - 第2巻　ISBN 978-4-904464-12-0

- DVD『宇城空手』全3巻　bilingual　合気ニュース　
  - 1巻 ISBN 978-4-900586-85-7
  - 2巻 ISBN 978-4-900586-86-4
  - 3巻 ISBN 978-4-900586-91-8

- 『誰でもたちまち130キロが打てる武術打法』（小林 信也）草思社　ISBN 4794214553
- 『古伝空手の発想　身体で感じ、「身体脳」で生きる 』（小林 信也）光文社　ISBN 4334033296